# Sorelle Fontana
Sorelle Fontana Alta Moda s.r.l. è una casa di moda, specializzata in produzioni sartoriali di alta moda.
Fondata a Roma nel 1943, dalle tre sorelle e stiliste italiane: Zoe (1911-1979), Micol (1913-2015) e Giovanna (1915-2004).
Le sorelle Fontana, con il loro atelier, furono le prime a dare un vivace impulso al Made in Italy, rendendo così famoso lo stile italiano nel mondo.
Dedicata alle clienti più giovani oggi è la linea MicolBoutique.

## Storia

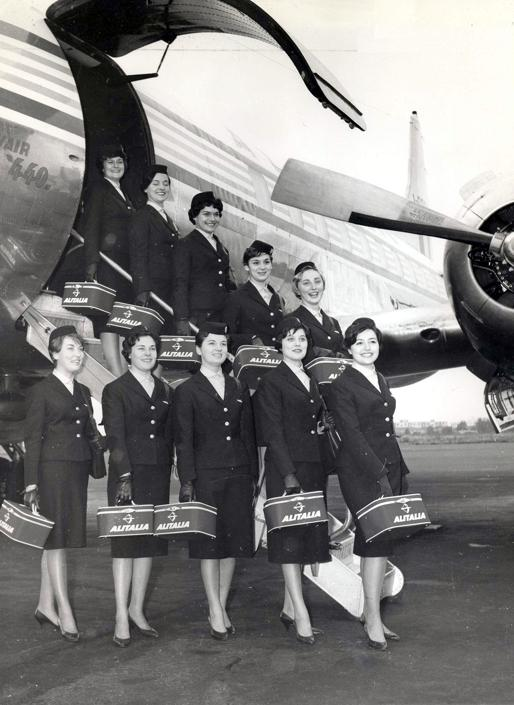
Inizio anni 1960, modelle con la divisa dell'Alitalia firmata dalle Sorelle Fontana

### Gli inizi e gli anni della seconda guerra mondiale
Nel 1938 a Traversetolo,  comune della provincia di Parma, le tre sorelle Zoe, Micol e Giovanna iniziano col mestiere sartoriale seguendo la tradizione familiare. Decidono poi di trasferirsi a Roma, dove lavorano originariamente sotto padrone.
Durante la seconda guerra mondiale, fondano una maison, inizialmente specializzata in abiti di alta moda. La loro prima cliente importante è Gioia Marconi, figlia di Guglielmo Marconi.
Per ampliare e potenziare la loro attività le tre sorelle, ottenuti i primi guadagni, decidono di prendere in affitto un appartamento più grande, che funge da casa-laboratorio, non lontano da via Veneto. Alla realizzazione del progetto partecipano anche i loro genitori, che, ormai anziani, chiusa la sartoria di Traversetolo, si trasferirono in una casa di campagna nei pressi di Roma. Durante l'occupazione tedesca Amabile e il marito sono di grande aiuto alle figlie: grazie al loro orto fanno fronte alla penuria di cibo e sfruttano i prodotti ortofrutticoli come merce di scambio per l'acquisto delle stoffe della sartoria.
Nel 1943 il laboratorio viene spostato in un palazzetto a tre piani, non lontano da dove era prima, con l'assunzione di nuove lavoranti.

### Gli anni del "boom economico" e il successo dell'atelier
La fine della guerra decreta l’inizio del vero successo per le tre sorelle. In questo ambito, insieme al tradizionale ambiente alto-borghese, un ruolo importante lo riveste il mondo del cinema che, a Roma, vive la fortunata stagione del neorealismo e di Cinecittà, che comporta la massiccia presenza dei registi e dei divi americani.
Le sorelle Fontana lanciano il loro stile, ispirato a una linea quasi rinascimentale caratterizzata da corpetti stretti e gonne morbide e molto ampie, create con abbondanza di tessuto di alta qualità. Con il successo la domanda cresce notevolmente e l'atelier si ingrandisce, fino a impiegare 20 dipendenti. Pur in assenza di una pubblicità di stampo moderno, le Fontana hanno un'ottima intuizione con le "mannequins de société": introducendo l'uso di far notare le proprie creazioni facendo indossare i modelli della casa di moda a signore molto in vista, in occasione di ricevimenti mondani.
Nel 1947 la Casa di moda Fontana si costituisce in forma di s.r.l.
Nel 1948 la nota attrice di Hollywood Myrna Loy acquista dalle Fontana il guardaroba completo per il film Il caso di lady Brook. Da questo momento la sartoria punta sul mercato americano: Micol Fontana inizia in questi anni una lunga corrispondenza oltreoceano segnata da una serie di viaggi negli States.
Nel 1951 l'azienda conta 100 lavoranti, saliti a 300 nel 1953. Nel 1955 viene inaugurata a Roma la prima boutique. Nel 1958 la sartoria si trasferisce a piazza di Spagna. Dal 1960, su richiesta dei grandi magazzini americani, si sviluppa la produzione del prêt-à-porter che consente di ampliare notevolmente la base di vendita, senza rinunciare alla qualità degli abiti di alta moda.
Nel 1964 la s.r.l. è trasformata nella Sorelle Fontana s.p.a. (sarà ricostituita in forma di s.r.l. nel 1985), con un capitale di 15 milioni costituito da azioni da 1000 lire cadauna; il capitale viene aumentato nello stesso anno a 120 milioni di lire mediante un sovrapprezzo di 700 lire per ogni azione e un'analoga operazione è svolta l'anno seguente quando il capitale raggiunge i 195 milioni (con un sovrapprezzo di 400 lire per ogni azione). Nel 1967, infine, il capitale è portato a 285 milioni (con un sovrapprezzo di 900 lire per ogni azione).
Nel 1966 è inaugurato lo stabilimento di Cecchina, nei pressi di Roma, che dà lavoro a 300 dipendenti, per la produzione di prêt-à-porter. La fama dell'atelier da quel momento continua incontrastata seguendo il ritmo del boom economico del Paese sino alla fine degli anni sessanta.

### Le creazioni per il cinema e il Made in Italy nel mondo
Nel 1949 vengono richieste dall'attrice americana Linda Christian per farsi confezionare l'abito da sposa, in occasione delle sue nozze a Roma con l'attore Tyrone Power, rispettivamente madre e padre di Romina. Le foto dell'abito, costato 700.000 lire, appaiono in esclusiva sulla rivista Life e per l'atelier è la consacrazione di una celebrità destinata a durare per un ventennio.
La risonanza di questo evento mediatico internazionale contribuirà ad aprire la strada alle sorelle Fontana verso il mercato del cinema, soprattutto quello americano di Hollywood.
Anche Maria Pia di Savoia, in occasione del suo matrimonio, si vestirà dalle Fontana.
Le tre stiliste vestono con le loro creazioni varie attrici tra cui Gina Lollobrigida, Sophia Loren, Liz Taylor, Audrey Hepburn, Barbara Stanwyck, Grace Kelly, Jacqueline Kennedy Onassis, Joan Collins, Ursula Andress, Soraya e Ava Gardner, ne La contessa scalza. Nonché first lady quali Truman, Kennedy, Eisenhower.
Sono le costumiste di Anita Ekberg nel film La dolce vita e delle assistenti di volo Alitalia.
Prendono parte alla storica sfilata “First Italian High Fashion Show” organizzata da Giovanni Battista Giorgini presso la sua residenza privata di Firenze a villa Torrigiani. La sfilata si tenne il 12 febbraio 1951 alla presenza di sei importanti compratori americani.
Concorrono a fondare nel 1953 il SIAM - Sindacato Italiano Alta Moda (diventato poi Camera Nazionale della Moda Italiana), insieme a Emilio Schuberth, Vincenzo Ferdinandi, Jole Veneziani, Alberto Fabiani, Giovannelli-Sciarra, Mingolini-Gugenheim, Eleonora Garnett, Simonetta.
Nel luglio del 1954, insieme a Vincenzo Ferdinandi, Emilio Schuberth, Giovannelli-Sciarra, Garnett e Mingolini-Gugenheim partecipano ad "Alta Moda a Castel Sant'Angelo" ambientato appunto nella suggestiva cornice del celebre castello. In quella occasione furono premiate le statunitensi Sally Kirkland, Fashion Editor di Life e di Vogue USA, Alice Perkins, Fashion Editor di Women's Wear Daily per il loro ruolo di ambasciatrici della moda italiana negli Stati Uniti e la stilista Hannah Troy.
Al di là della notazione mondana o di costume, l'exploit della sartoria romana corrisponde al tentativo di un'emancipazione dell'alta moda italiana dalla tutela francese e un primo passo nell'evoluzione, sul piano commerciale e poi industriale, di un settore strategico della vita economica nazionale anche per le attività a esso connesse, in particolare l'industria tessile.

### Le creazioni per le aziende
Diverse aziende e gruppi internazionali si sono affidati all'atelier romano per il disegno di uniformi, tute e divise. Tra queste, la neonata Alitalia nel 1947, BNL, alcune sedi europee dell'ONU e la Fina italiana nel 1998.

## Abiti d'epoca nei musei
Alcune creazioni sono esposte al Metropolitan, al Guggenheim a New York e al Louvre di Parigi.
L'Università di Parma, l'Hotel Hermitage di Monte Carlo, Castel Sant'Angelo e i Musei Capitolini a Roma e la Fondazione Magnani-Rocca hanno ospitato mostre sulle creazioni Fontana.
Il Centro studi e archivio della comunicazione di Parma conserva un fondo dedicato all'atelier delle Sorelle Fontana, consistente di 6591 pezzi, tra cui figurini, schizzi e disegni a tecnica mista su carta e cartoncino, prevalentemente autografe. Le opere di questo fondo, pubblico e interamente consultabile, sono state donate con atto pubblico nel 1983 da Micol e Giovanna Fontana.

## Adattamento televisivo
Sulla storia delle tre sorelle è stata realizzata la miniserie televisiva in due puntate Atelier Fontana - Le sorelle della moda, trasmessa su Rai 1 nel 2011 e in replica il 27 maggio 2014, dove la stessa Micol Fontana fece un cameo.